# Досу Биричи (Клуж)
Досу Биричи (рум. Dosu Biricii) насеље је у Румунији у округу Клуж. Oпштина се налази на надморској висини од 340 m.

## Становништво
Према подацима из 2011. године у насељу је живело 2720 становника.